# Filament (Textilfaser)

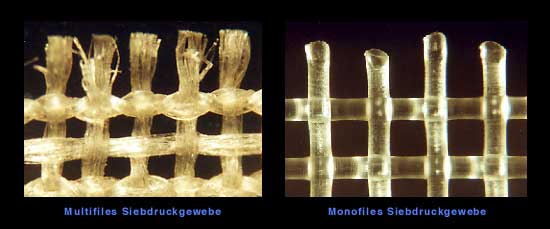
Strukturen von Multifil- und Monofil-Geweben, vergrößert

Filament ist in der textilen Terminologie die internationale Bezeichnung für Fasern mit praktisch unbegrenzter Länge. Filamente werden auch als Endlosfasern bezeichnet. In der Praxis werden Filamente auch als Fasern von mindestens 1000 mm Länge definiert. Im Gegensatz dazu stehen Spinnfasern, auch Stapelfasern genannt.
Neben den herstellungsbedingt unendlichen Chemiefasern werden teilweise auch Naturseide und feine Metalldrähte zu den Filamenten gezählt.
Bis in die 1960er Jahre in der BRD und bis zur Wende in der DDR wurde das bei der Chemiefaserherstellung erzeugte Filament auch Elementarfaden genannt.

## Einzelfilament, Multifilament
Chemiefasern werden meist im Schmelzspinnverfahren durch kontinuierlichen Abzug aus einer Schmelze gebildet. Meist werden dabei mehrere Öffnungen in einer Spinndüse genutzt. Die gemeinsam als Bündel abgezogenen Einzelfilamente werden dann als Multifilament oder Multifil bezeichnet und so zur textilen Weiterverarbeitung geliefert. Die Anzahl der Fäden eines Bündels entspricht in der Regel der Anzahl der Öffnungen in der Produktionsdüse, durch die sie geformt wurden. Multifilamentfasern können glatt oder texturiert sein.
Einzelfilamente werden hingegen als Monofilament, Monofil oder Kapillarfaden bezeichnet. Diese werden normalerweise mit Einlochdüsen erzeugt und als (relativ dicke) Einzelfasern etwa für Angelschnüre, Bürstenborsten, Kunsthaar u. ä. verwendet.

## Filamentgarne
Als Filament-, Endlos- oder auch Multifilgarn werden nach DIN 60 900 alle aus Filamenten hergestellte Garne bezeichnet. Sie können glatt oder texturiert sein. Dazu gehören u. a. die BCF-Garne (Bulked Continuous Filament), gebauschte spinndüsengefärbte Filamente; diese werden vor allem in der Teppichherstellung durch Tufting verwendet.